# 1990年の文学
1990年の文学（1990ねんのぶんがく）では、1990年（平成5年）の文学に関する出来事について記述する。

## できごと
- 1月16日 - 第102回芥川龍之介賞・直木三十五賞（1989年下半期）の選考委員会開催。
- 1月26日 - 筒井康隆の『文学部唯野教授』が岩波書店より刊行される[1]。同書はトーハン発表の「1990年年間ベストセラー」総合7位を記録した[2]。
- 9月11日 - 第9回海燕新人文学賞の選考会開催。松村栄子と角田光代が受賞。

## 賞

### 芥川賞・直木賞
第102回（1989年下半期）
- 芥川賞 - 大岡玲『表層生活』、瀧澤美恵子『ネコババのいる町で』
- 直木賞 - 星川清司『小伝抄』、原尞『私が殺した少女』

第103回（1990年上半期）
- 芥川賞 - 辻原登『村の名前』
- 直木賞 - 泡坂妻夫『蔭桔梗』

### 国内のその他の賞
- 谷崎潤一郎賞（第26回） - 林京子『やすらかに今はねむり給え』
- 泉鏡花文学賞（第18回） - 日影丈吉『泥汽車』
- 群像新人文学賞（第33回） - 高野亘『コンビニエンス ロゴス』
- 野間文芸新人賞（第12回） - 佐伯一麦『ショート・サーキット』
- 海燕新人文学賞（第9回） - 松村栄子『僕はかぐや姫』、角田光代『幸福な遊戯』
- 山本周五郎賞（第3回） - 佐々木譲『エトロフ発緊急電』

## 1990年の本

### 小説
- 川上健一 『雨鱒の川』（集英社）
- 筒井康隆 『文学部唯野教授』（岩波書店）
- 林京子 『やすらかに今はねむり給え』（講談社）
- 古川薫 『漂泊者のアリア』（文藝春秋）
- 宮部みゆき 『レベル7』（新潮社）
- 村上春樹 『TVピープル』（文藝春秋）
- 吉本ばなな 『N・P』（角川書店）

### その他
- 岩城宏之 『フィルハーモニーの風景』（岩波新書）
- 筒井康隆 『文学部唯野教授のサブ・テキスト』（文藝春秋）
- 村上春樹 『遠い太鼓』（講談社）
- 村上春樹・松村映三 『雨天炎天』（新潮社）

## 死去
- 1月29日 - 浅野晃、石川県出身の詩人、国文学者。88歳没。
- 3月12日 - フィリップ・スーポー、フランスの詩人・小説家。92歳没。
- 3月17日 - 安藤美紀夫、京都府出身の児童文学作家。60歳没。
- 5月3日 - 池波正太郎、日本の小説家。67歳没。
- 5月29日 - 打木村治、大阪府出身の小説家。86歳没。
- 7月22日 - マヌエル・プイグ、アルゼンチンの作家。57歳没。
- 8月9日 - 由良君美、京都府出身の英文学者。61歳没。
- 8月24日 - セルゲイ・ドヴラートフ、ロシアの小説家。48歳没。
- 10月22日 - ルイ・アルチュセール、フランスの哲学者。72歳没。
- 10月23日 - トマス・ウィリアムズ、米国の小説家。63歳没。
- 10月31日 - 幸田文、日本の随筆家・小説家。86歳没。
- 11月7日 - ロレンス・ダレル、イギリスの小説家・詩人。78歳没。
- 11月23日 - ロアルド・ダール、イギリスの小説家。74歳没。
- 12月9日 - ジョイス・ポーター、イギリスの推理作家。66歳没。